# SansAmp

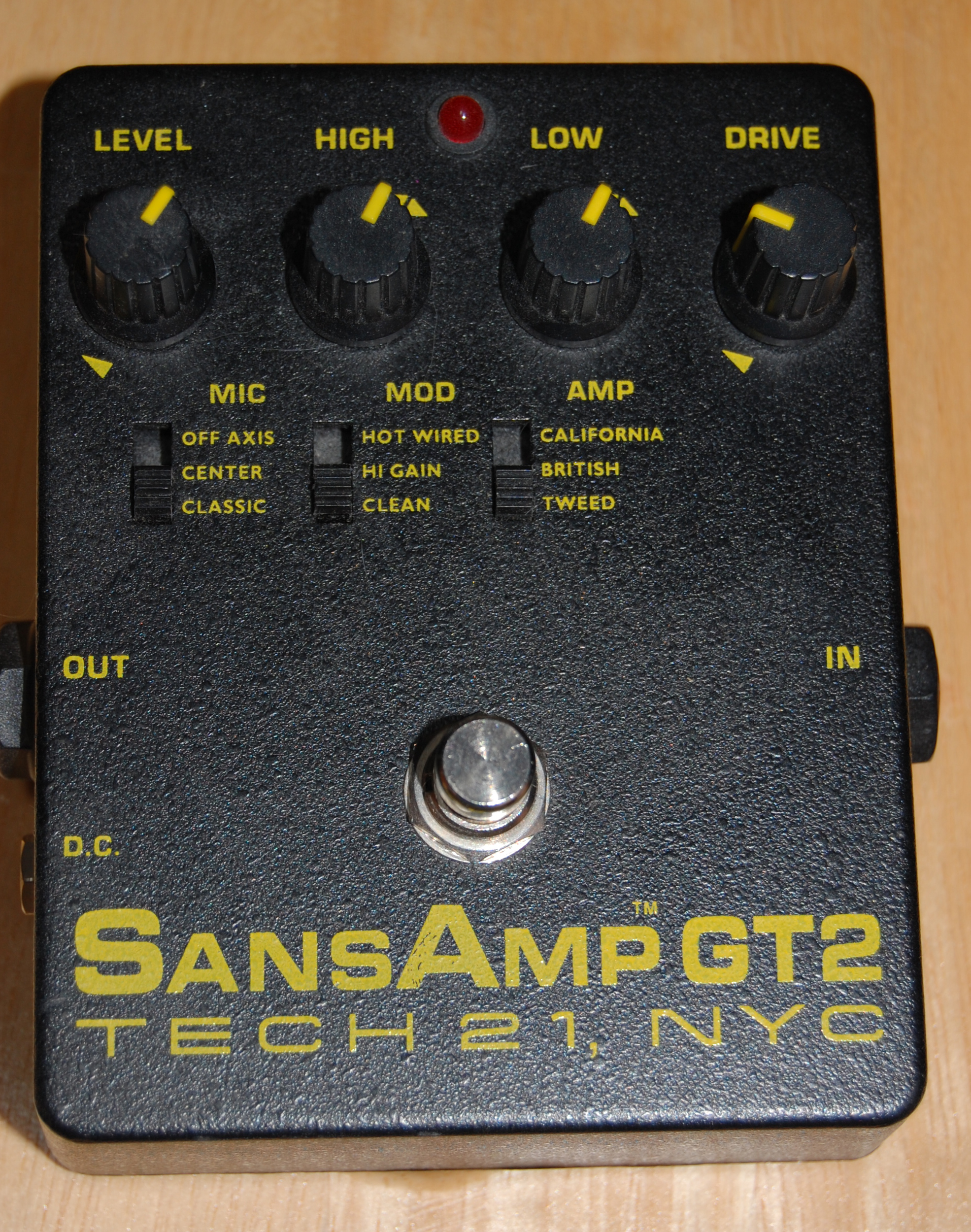
Tech 21 SansAmp GT2

SansAmp is een lijn voorversterkers van effectenfabrikant Tech 21 NYC. De eerste SansAmp die in 1989 werd geïntroduceerd was het eerste product waarmee overtuigend een elektrische gitaar rechtstreeks op een opnameapparaat kon worden aangesloten en klonk alsof deze door een gitaarversterker, gitaarluidspreker en microfoon was opgenomen. Het apparaat wordt gezien als het eerste versterkermodeling-apparaat. Anders dan de meeste hedendaagse versterkermodellers zijn de producten uit de SansAmp-lijn analoge. Het eerste product uit de lijn, was de SansAmp Classic, een apparaat in pedaalformaat. Een SansAmp voor basgitaar, de SansAmp Bass Driver DI werd in 1992 geïntroduceerd. Op de SansAmp GT2 uit 1993 waren de instelmogelijkheden intuïtiever gemaakt. Datzelfde jaar introduceerde Tech 21 de SansAmp PSA-1, een rackunit die - hoewel de signaalprocessing analoge is - zijn instellingen digitaal kon opslaan op 256 geheugenplaatsen. Deze konden met een MIDI-pedaal worden geschakeld. Dit vlaggenschip-apparaat was in menig studio terug te vinden.
De SansAmp was meteen een regelrechte hit en was op veel albums uit de jaren 1990 terug te horen. Tech 21 heeft een uitgebreide lijst aan bekende gebruikers op zijn website staan.
De meeste uitvoeringen waren simpeler uitgevoerd dan de PSA-rack units. Ze werden in pedaalvorm met minder knoppen en zonder geheugenplaatsen gegoten. Daarbij kan uit vier versterkerkarakters worden gekozen. Een nog verder versimpelde serie “The Character Series” simuleert maar een type versterkerkarakter per pedaal. Op latere uitvoeringen van de Character Series-pedalen werd een schakelaar toegevoegd waarmee de speakersimulatie omzeilt wordt zodat deze pedalen ook in combinatie met een gitaarversterker goed kunnen klinken. Ook zijn er uitvoeringen met extra (schakelbare) gitaareffecten erin.
In 2019 bracht Tech 21 de Sansamp PSA 2.0 op de markt. Dit is een pedaal met alle functies van de originele rackunit waarbij drie voetschakelaars gebruikt kunnen worden om de drie meest gebruikte patches op te roepen.
Na de introductie van digitale modelingtechniek door Line 6 waarmee de karakters van specifieke versterkers nauwkeuriger gesimuleerd kunnen worden bleef er toch een groep liefhebbers van Tech 21’s analoge versterkersimulaties. De lijn is nog steeds op de markt. De laatste jaren hebben ook enkele andere effectfabrikanten waaronder BluGuitar en Origin Effects de techniek van solidstate analoge versterkersimulaties omarmd.